# 幕之内便当
幕之内便当是日本便当的一种，由米饭和多种类的副食组合而成。因最早在能剧、歌舞伎的幕间食用而得名。

## 历史
幕之内便当产生于江户时代后期，是江户时代戏剧文化的产物。《守貞謾稿》认为最早制作这种便当的是在芳町的一家名为万久的店铺；而当时幕之内便当已经不止在剧场流行，也作为慰问病人、朋友赠答的礼品。
明治时代以来，幕之内便当作为鐵路便當的一种，广受欢迎。 是铁路便当中一种典型的、有代表性的类型。
二战后的日本，幕之内便当走入了家庭，在超市、便利店、便当店可以很方便买到，并倾向于重视特定的食材和地方风味。

## 定义
幕之内便当使用的米饭一般是普通的白饭，对于使用拌饭、炒饭的便当是否是幕之内便当有多种说法。最原始的幕之内便当的白饭一般做成筒形的饭团，并撒上黑芝麻、添加梅干；但现在已经有其他的种类。另外，白饭上有时也撒上碎海苔和佃煮等。
配菜一般使用不含汁水的食物，例如日式烤鱼、玉子烧、魚糕、炸製食物、漬物、日式煮物等都可以加入幕之内便当。为便于长期保存，一般含有较高的脂肪和盐分，缺乏蔬菜；但近年来也有低热量、营养均衡的幕之内便当出现。

## 图册

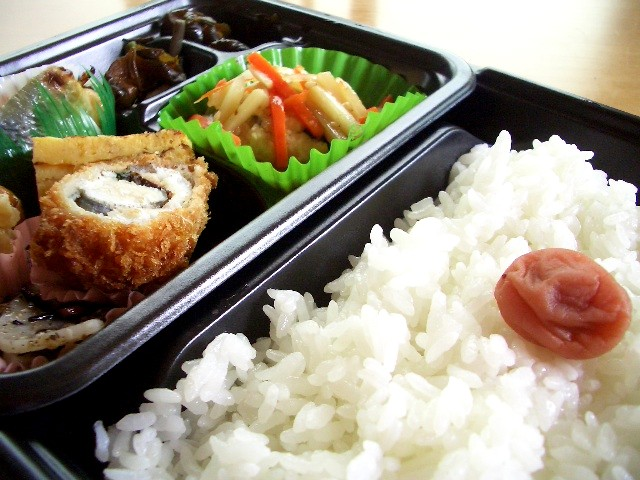
幕之内便当
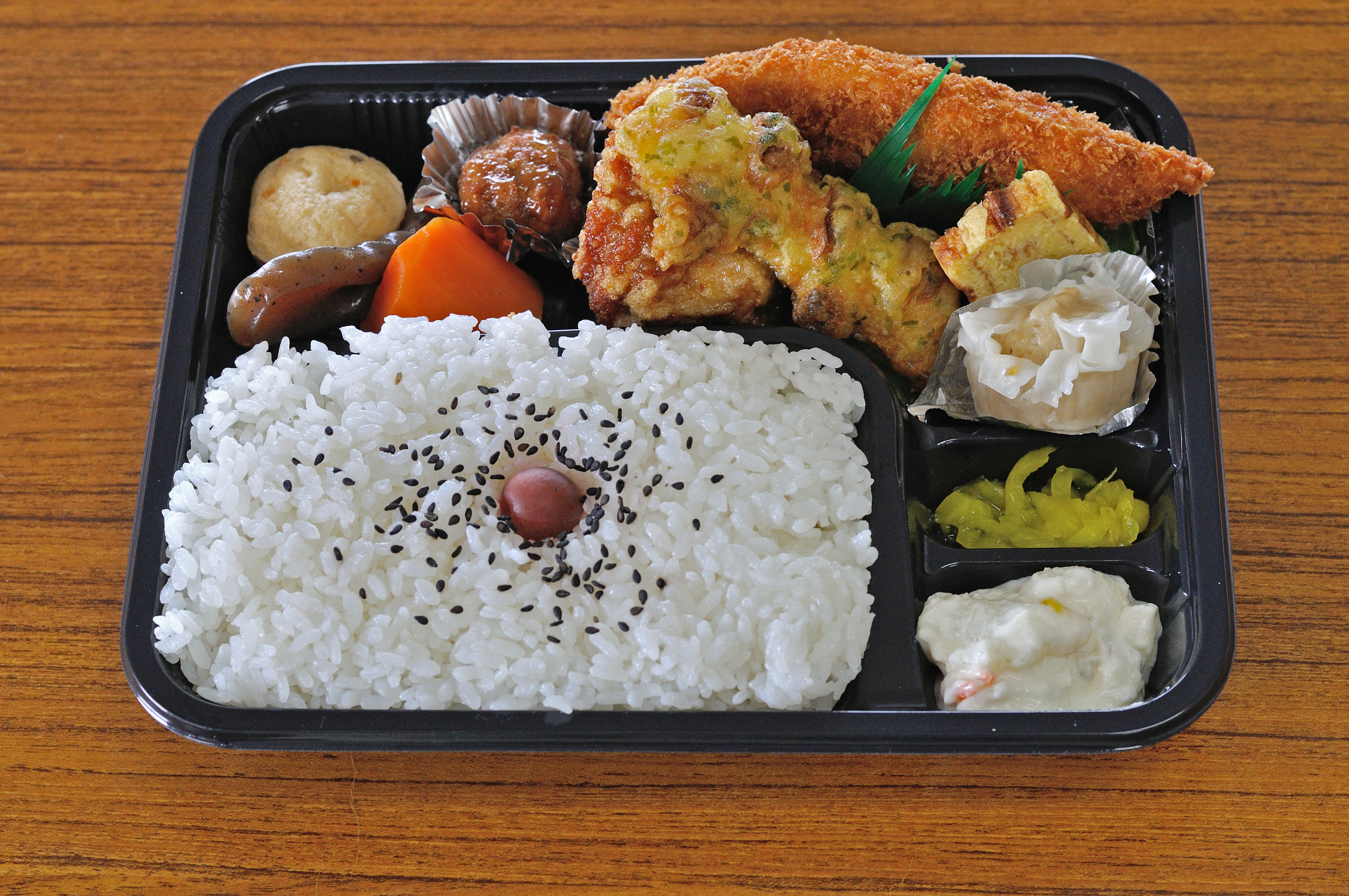
幕之内便当
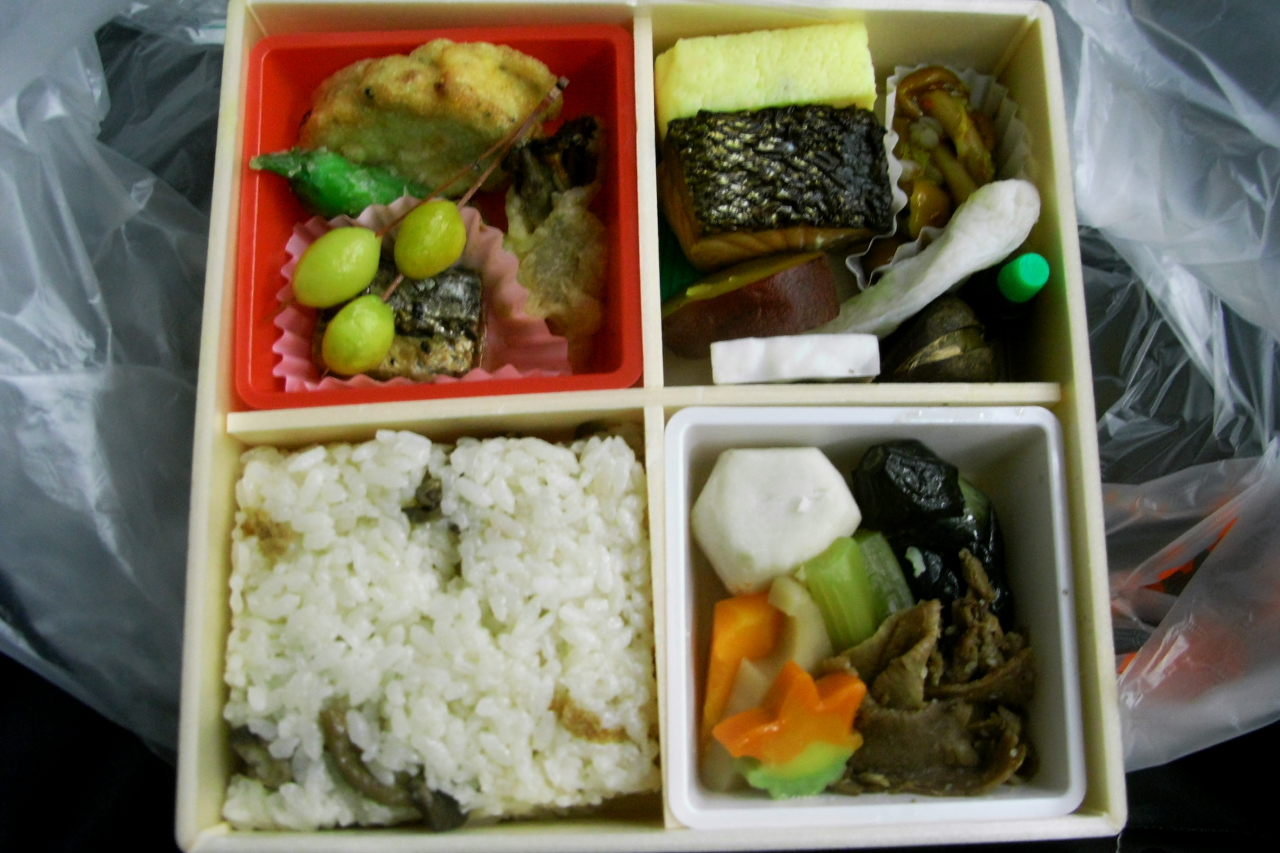
仙台站的幕之内鐵路便當
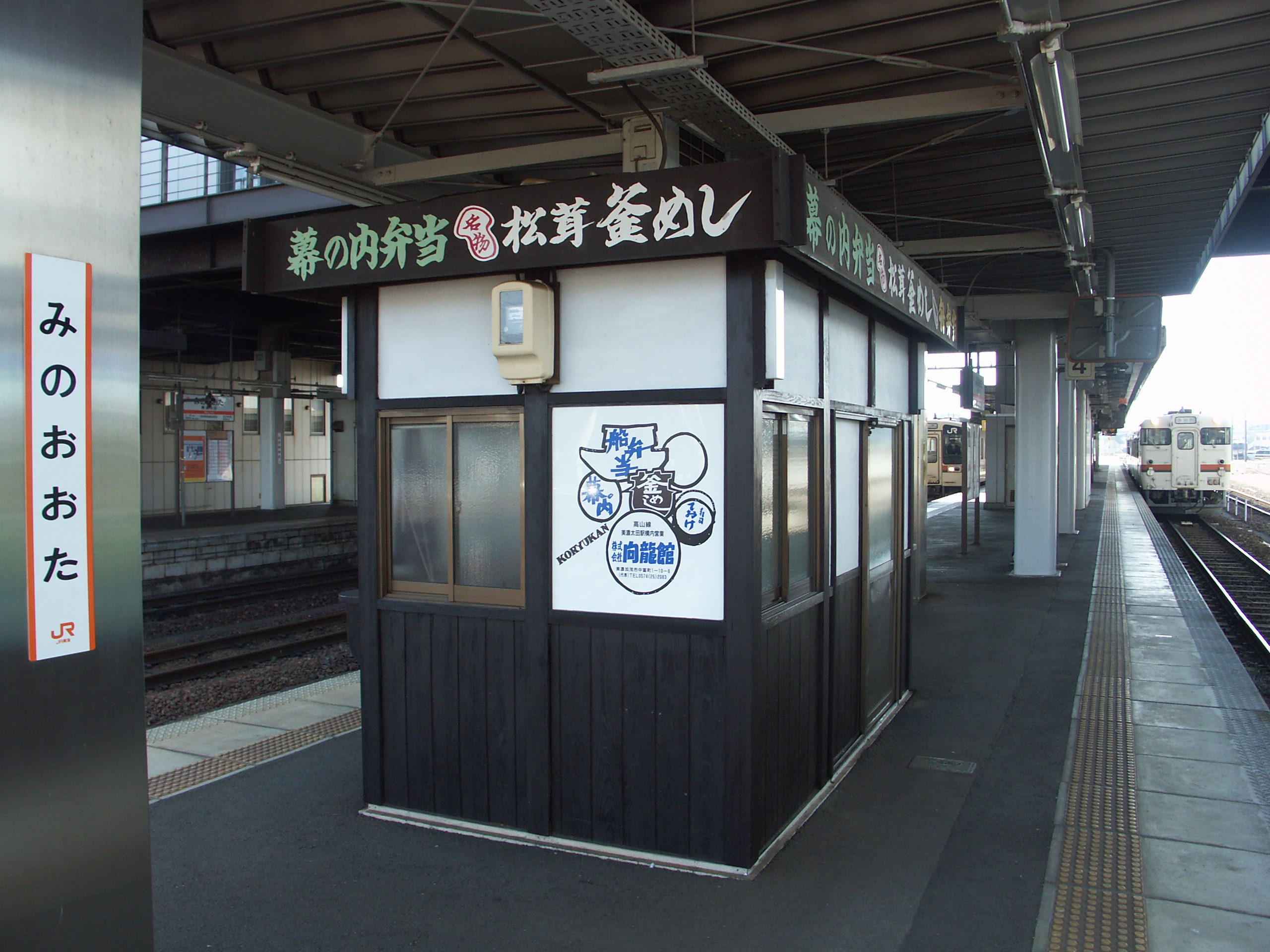
在美浓太田站贩卖幕之内鐵路便當的店铺
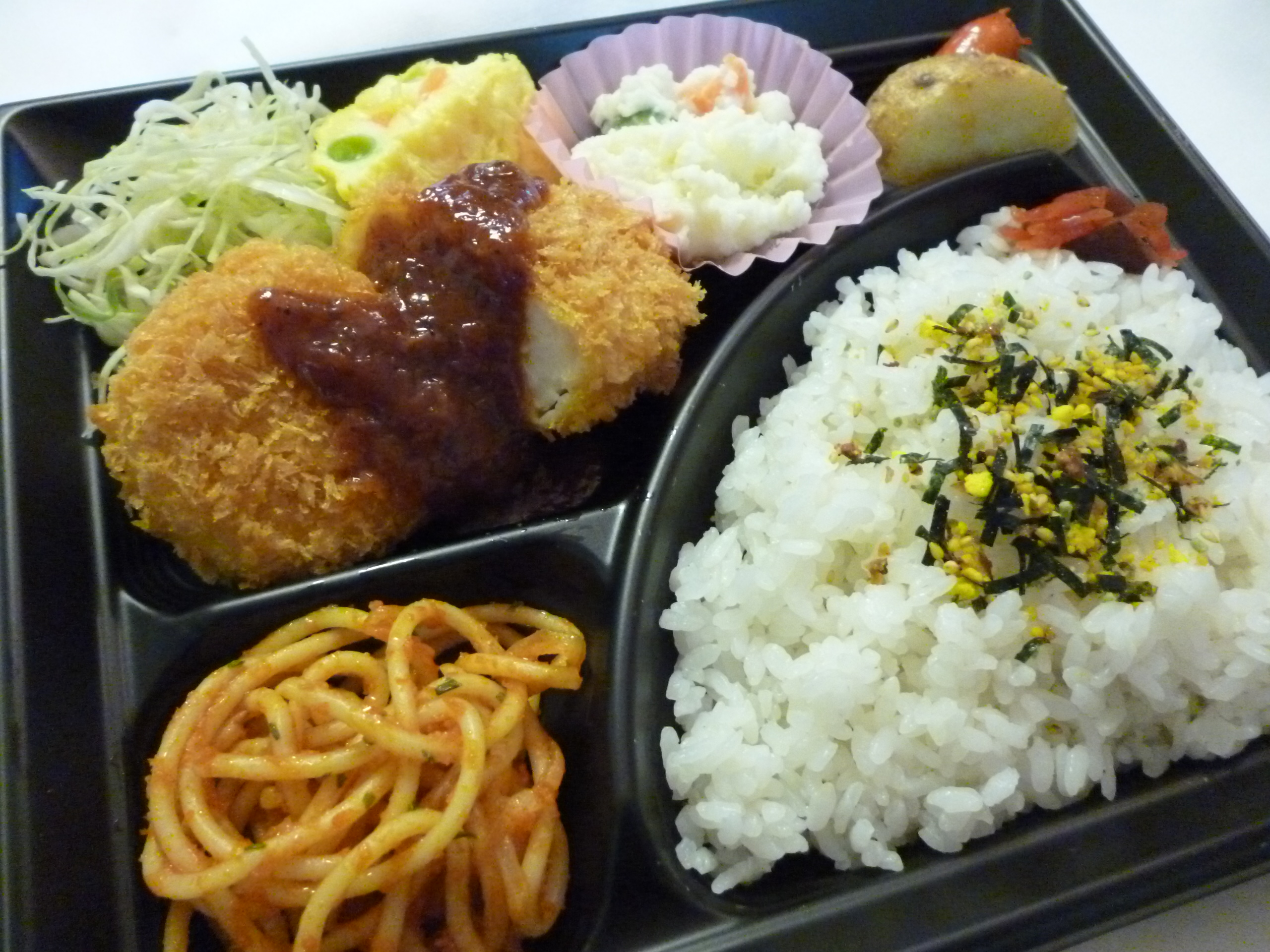
含奶油可樂餅的幕之内便当
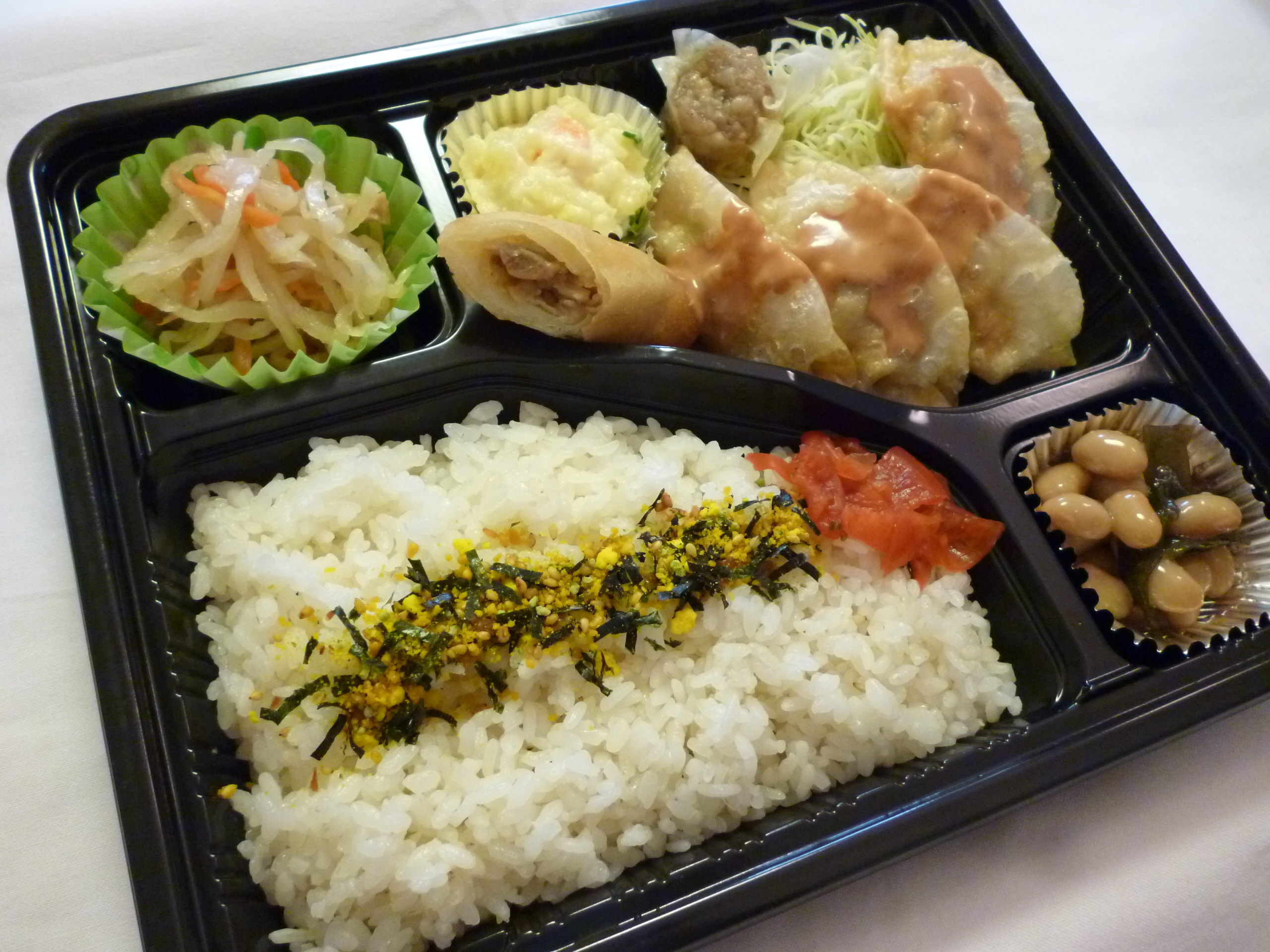
含三种中华料理的幕之内便当
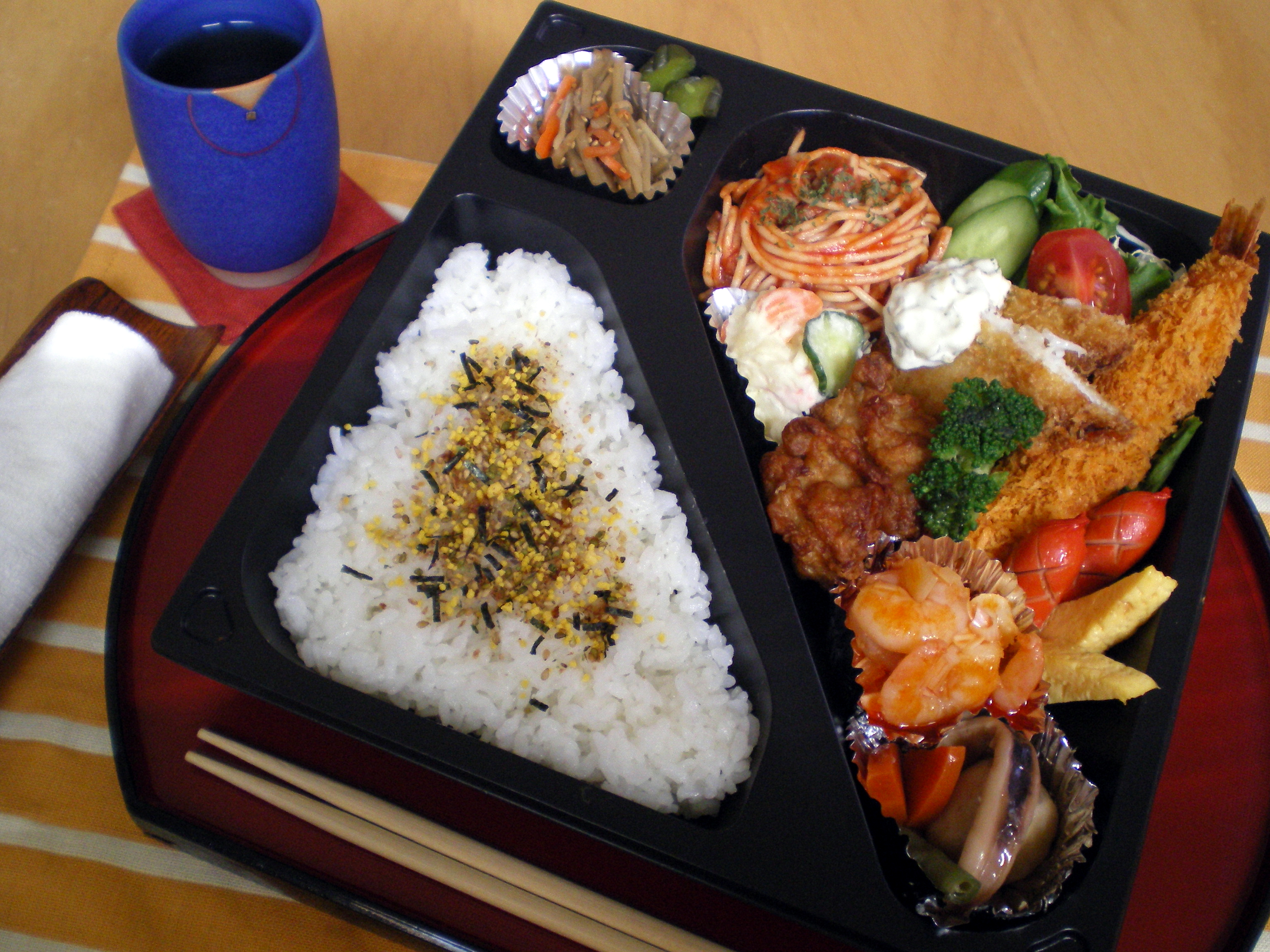
加贺风格的幕之内便当
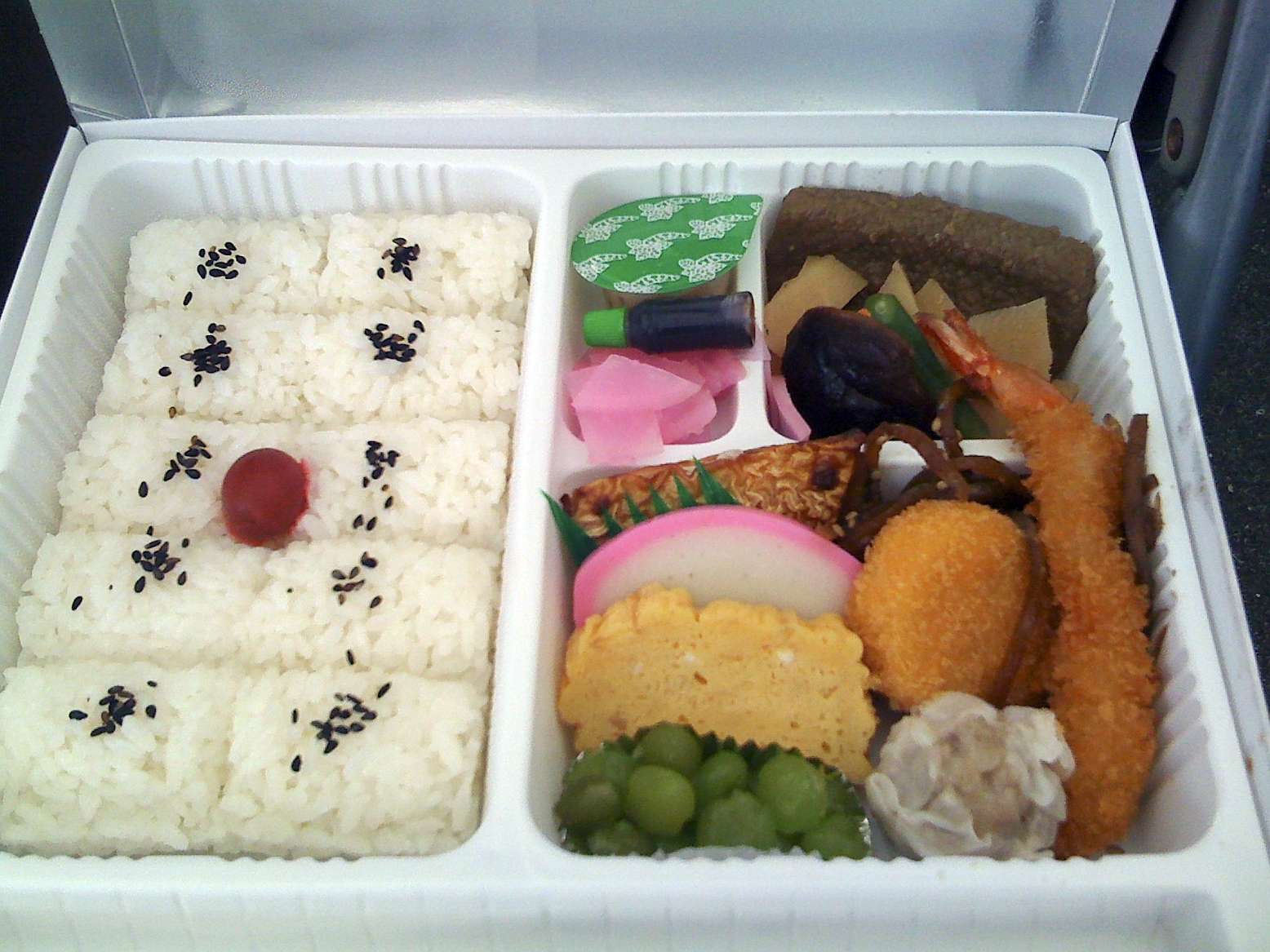
东海轩的幕之内便当
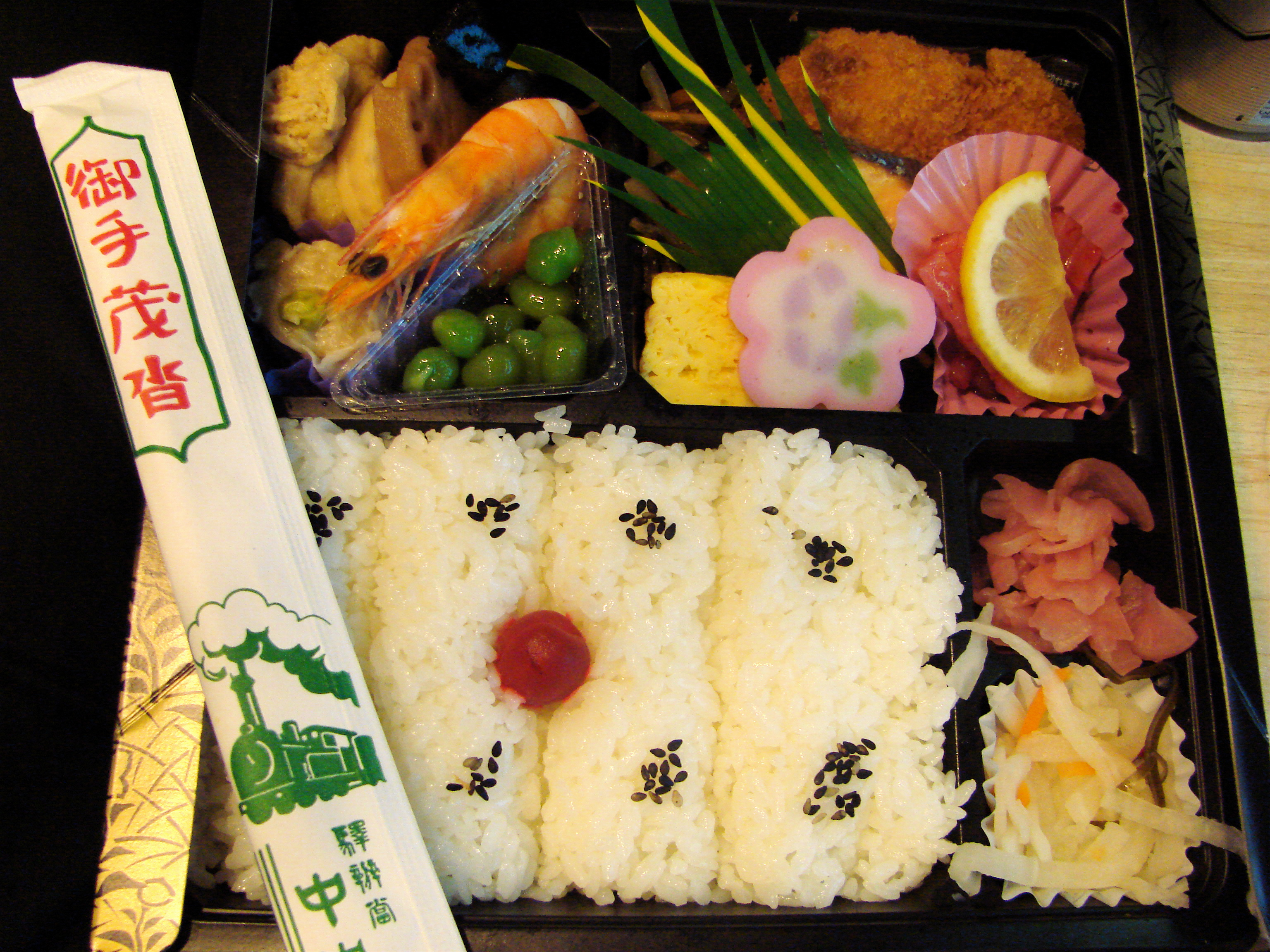
御手茂沓的幕之内鐵路便當